# Escut de Vallclara
L'escut oficial de Vallclara té el següent blasonament:
Escut caironat partit: 1r d'or; 2n de gules; ressaltant sobre la partició, un agnus Dei contornat i reguardant, d'argent, nimbat d'or i portant la banderola de gules amb la creu plena d'argent i l'asta creuada d'argent. Per timbre, una corona de poble.

## Història
Va ser aprovat el 22 de maig de 2019 i publicat al DOGC el 28 de maig del mateix any amb el número 7884.
Fins aquesta data el municipi no tenia escut normalitzat i oficialitzat per la Generalitat de Catalunya. En el seu lloc, utilitzaven un emblema amb forma d'escut, amb un nen i un xai al seu interior que simbolitzava sant Antoni Abat, patró dels animals domèstics.
L'escut actual incorpora, sobre una partició, un agnus Dei, que és l'atribut heràldic del patró local, sant Joan Baptista.